# Малая Коньга
Малая Коньга — река в Томской области России. Впадает в Коньгу в 6 км от её устья по левому берегу. Длина — 12 км.

## Данные водного реестра
По данным государственного водного реестра России, относится к Верхнеобскому бассейновому округу. Речной бассейн — (Верхняя) Обь до впадения Иртыша, речной подбассейн — Кеть, водохозяйственный участок — Обь от впадения реки Кети до впадения реки Васюган.